# 4月8日
4月8日（しがつようか）は、グレゴリオ暦で年始から98日目（閏年では99日目）にあたり、年末まではあと267日ある。

## できごと

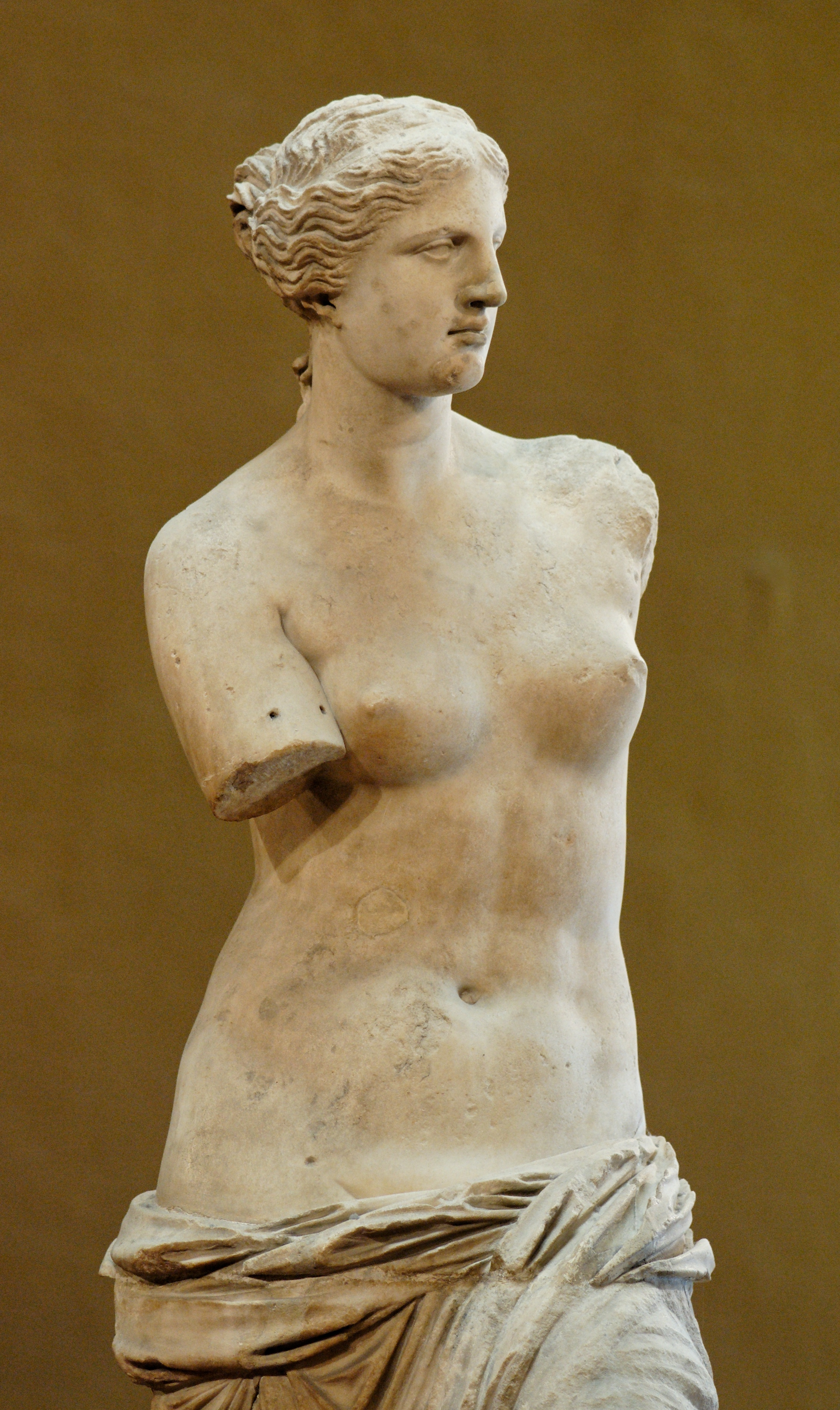
ミロのヴィーナス発見される(1820)

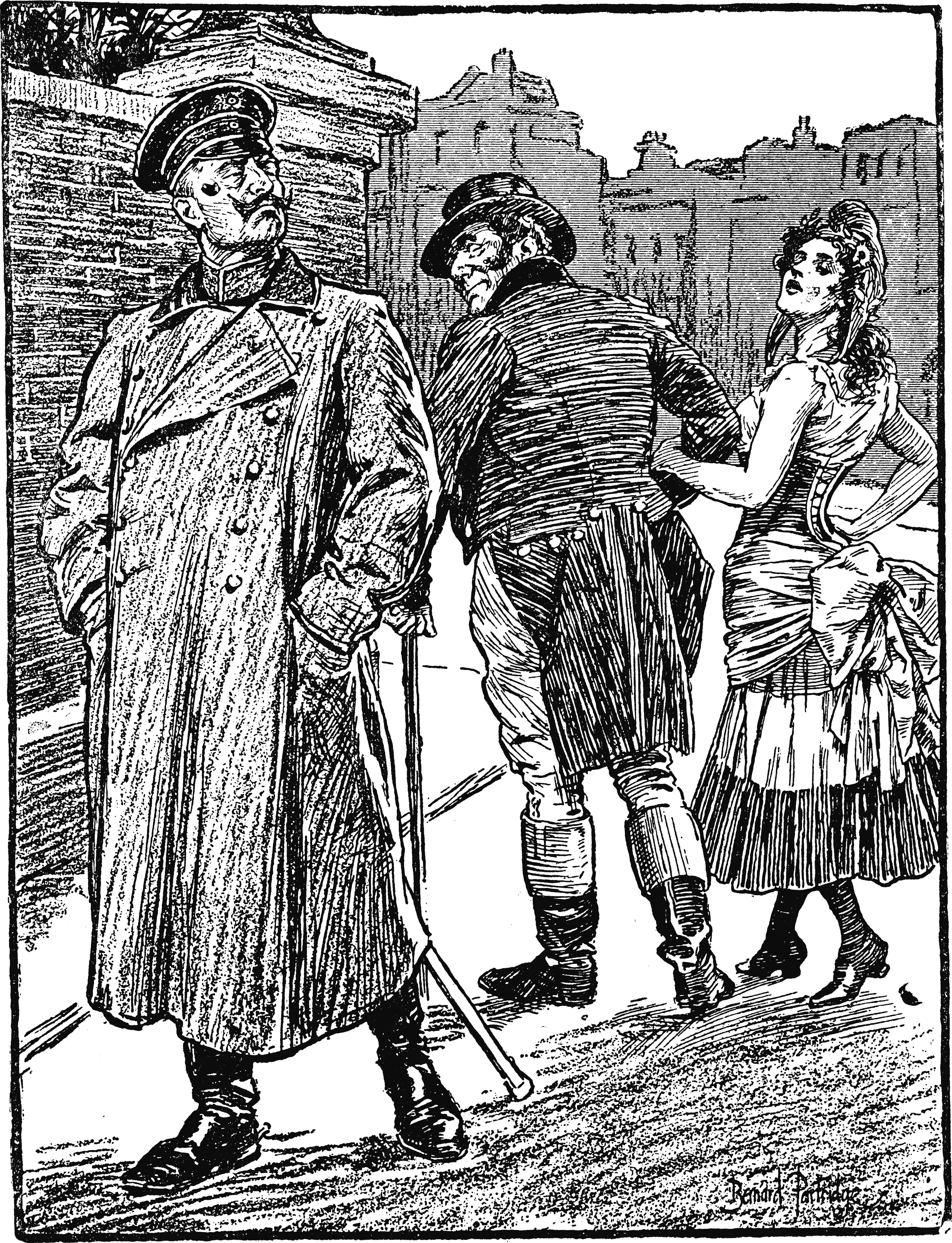
英仏協商成立(1904)。画像の風刺画で腕を組んでいる男女がジョン・ブル（英）とマリアンヌ（仏）、手前の男がドイツ

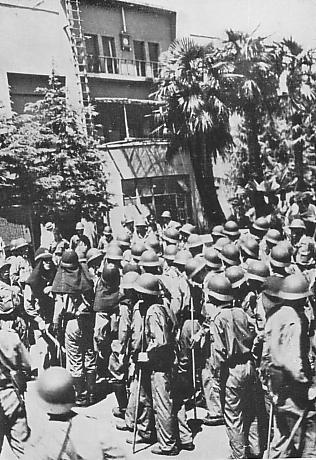
東宝争議(1948)

- 217年 - ローマ皇帝カラカラが近衛隊長マクリヌスにより暗殺される。
- 1587年（天正15年3月1日） - 九州征伐: 豊臣秀吉が九州の島津氏討伐のため、自ら2万5千の大軍を率いて大坂城を出発。
- 1767年 - アユタヤ王朝がビルマの侵攻により滅亡。
- 1820年 - エーゲ海のメロス島の農夫が「ミロのヴィーナス」を発見。
- 1837年（天保8年3月4日） - 前年からの天保の大飢饉のため、江戸幕府が江戸の各地に救米小屋を設置。
- 1855年（安政2年2月22日） - 江戸幕府が、松前藩居城周辺を除く全蝦夷地を幕府直轄領とする。
- 1864年 - 南北戦争: マンスフィールドの戦い。
- 1881年 - 亀井忠一が三省堂書店を創業。
- 1900年 - 山陽鉄道（現在の山陽本線）が日本初の寝台車を連結。
- 1902年 - ロシア帝国と清国が満洲還付条約に調印。
- 1904年 - 英仏協商が成立。イギリスのエジプト占領、モロッコでのフランスの権益を相互に承認。
- 1913年 - アメリカ合衆国憲法修正第17条の批准が成立。
- 1917年 - 長崎県神浦村の浪花節興行が行われていたムシロ掛け小屋で火災が発生。93人が死亡[1]。
- 1921年 - 国有財産法・借地法・借家法公布。
- 1924年 - 政府の脚気病調査会が、脚気の原因をビタミンB欠乏と特定する[2]。
- 1929年 - 小原國芳が玉川学園を創設。
- 1946年 - 国際連盟が第21回総会を開催し、国際連盟の解散と資産等の国際連合への移行を決議。
- 1946年 - フランス電力が創設される。
- 1948年 - 東宝が270人の解雇を通告し撮影所をロックアウト、労組側は会社の解雇案を拒否し東宝争議が勃発。
- 1949年 - 日本民俗学会設立。
- 1954年 - コメット連続墜落事故: 南アフリカ航空201便墜落事故起こる。
- 1959年 - 『週刊文春』の創刊号が発行される。
- 1961年 - NHKテレビでバラエティ番組『夢であいましょう』放送開始。
- 1964年 - 国立西洋美術館で『ミロのヴィーナス』の特別公開が始まる。5月15日まで開催[3]。
- 1970年 - 天六ガス爆発事故: 大阪市大淀区（現・北区）天六交差点での大阪市営地下鉄谷町線工事現場でガス爆発事故。死者79人・重軽傷420人。
- 1974年 - MBSラジオでラジオ番組『ありがとう浜村淳です』放送開始（土曜版は4月13日から。）。
- 1975年 - アメリカでボエジャーズ国立公園設置。
- 1978年 - 宇宙開発事業団が実験用放送衛星「ゆり」を打上げ。
- 1979年 - テレビアニメ『ドラえもん』の30分版が、テレビ朝日・朝日放送ほか全国9局ネットで放映開始[4]。
- 1986年 - アイドル歌手の岡田有希子が、所属事務所が入居する東京都新宿区のビル屋上から飛び降り自殺[5]。
- 1988年 - 楊尚昆が中華人民共和国主席に就任。
- 1988年 - 南岸低気圧の影響で、東日本でこの時期としては季節外れの大雪。東京で9cmの積雪を観測し、4月としては異常気象となる。（1988年4月8日の大雪）
- 1993年 - マケドニア共和国が国連に加盟。
- 1993年 - カンボジアで、国際連合ボランティアの選挙監視団員・中田厚仁が銃撃され死亡[6]。
- 1994年 - 佐川事件、NTT株疑惑などにより細川護熙首相が退陣を表明。
- 2001年 - 福島交通飯坂線で列車が福島駅ビルに衝突する事故が発生。
- 2004年 - イラク日本人人質事件: イラクの武装グループが日本人3人を拘束し、カタールの衛星テレビアルジャジーラを通じて、日本政府にイラクからの3日以内の自衛隊撤退を迫った[7]。
- 2014年 - Microsoft Windows XPのサポートが終了[8]。
- 2021年 - 日本国内において1968年に統計を取り始めてから初めて全国の交通事故による死者が0人となる[9][10]。
- 2025年 - ドミニカ共和国の首都サントドミンゴにて、ジェット・セットナイトクラブ天井崩落事故が発生。

## 誕生日

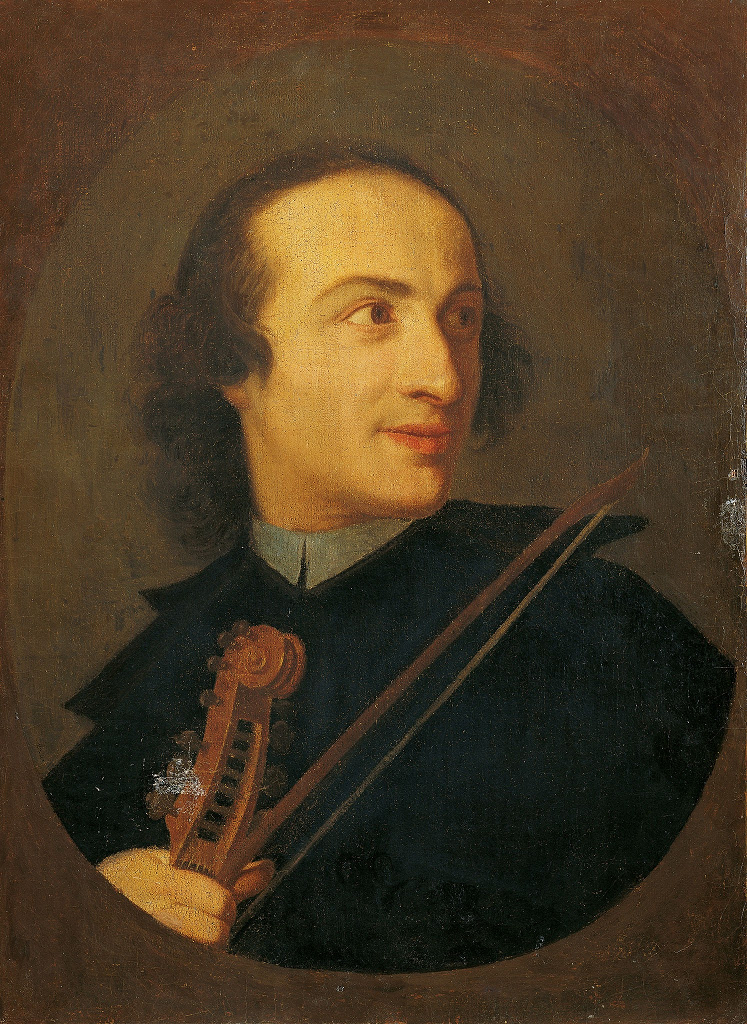
難曲『悪魔のトリル』が名高い作曲家・ヴァイオリニスト、ジュゼッペ・タルティーニ(1692-1770)誕生。

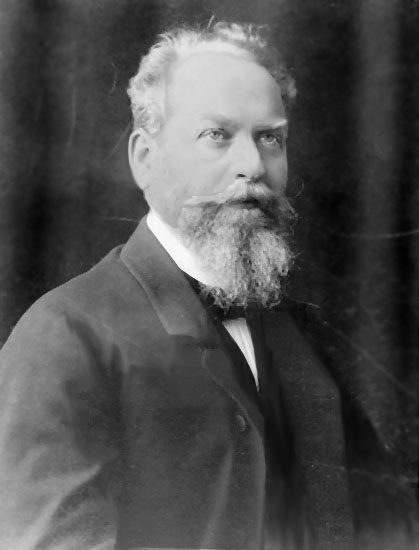
現象学を提唱した哲学者エドムント・フッサール(1859-1938)誕生。

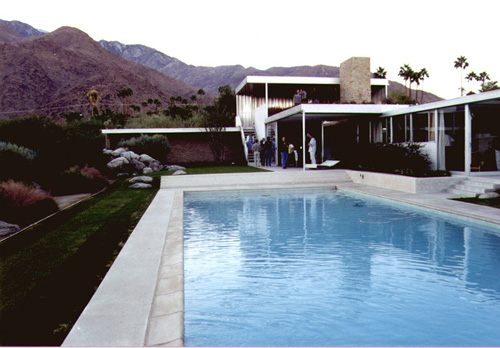
モダニズムの建築家リチャード・ノイトラ(1892-1970)誕生。画像はカリフォルニア州パームスプリングの「カウフマン邸」(1946)。

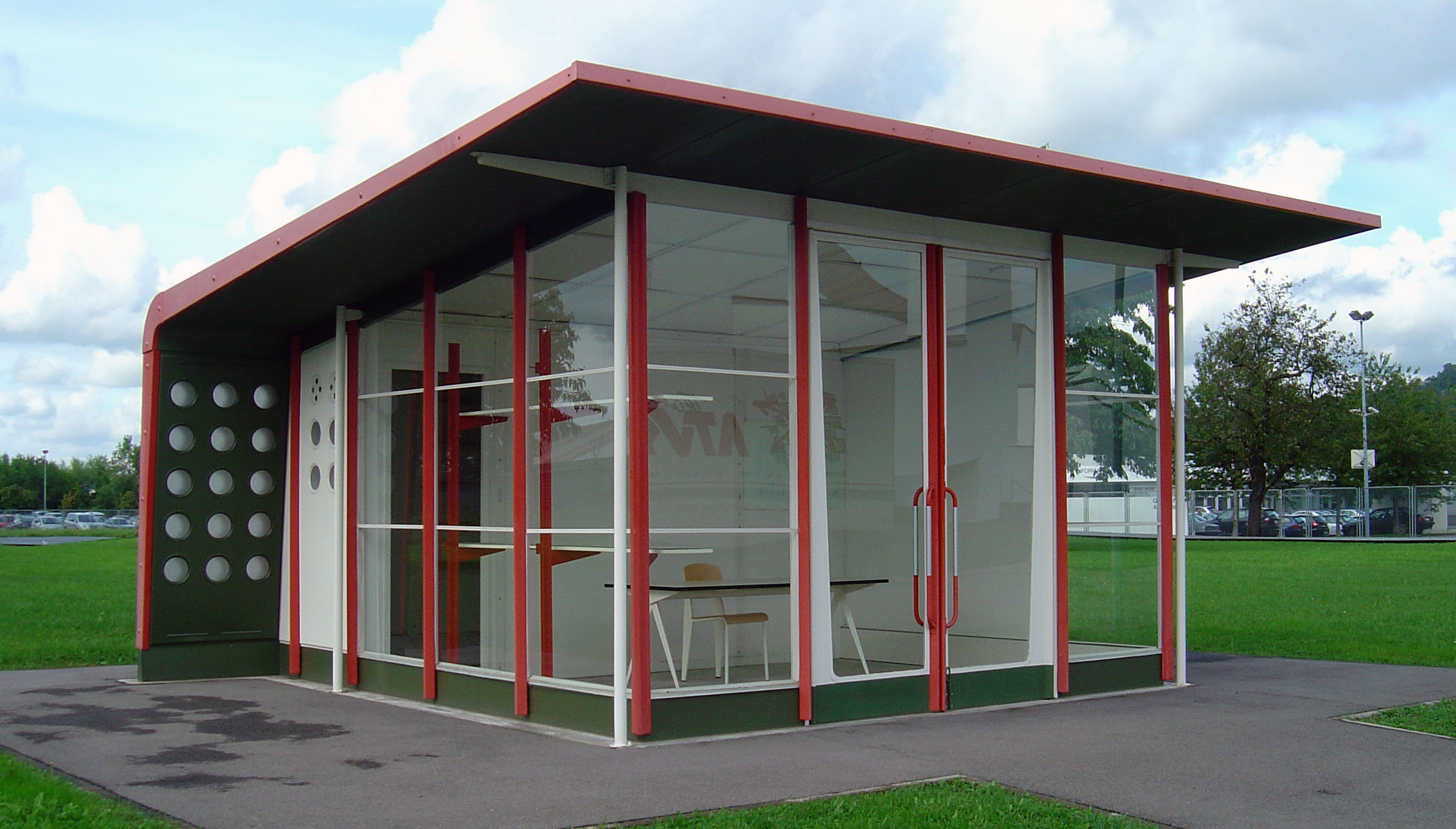
建築の工業化を推し進めた建築家ジャン・プルーヴェ(1901-1984)誕生。画像は1950年代のプレハブによるガソリンスタンド

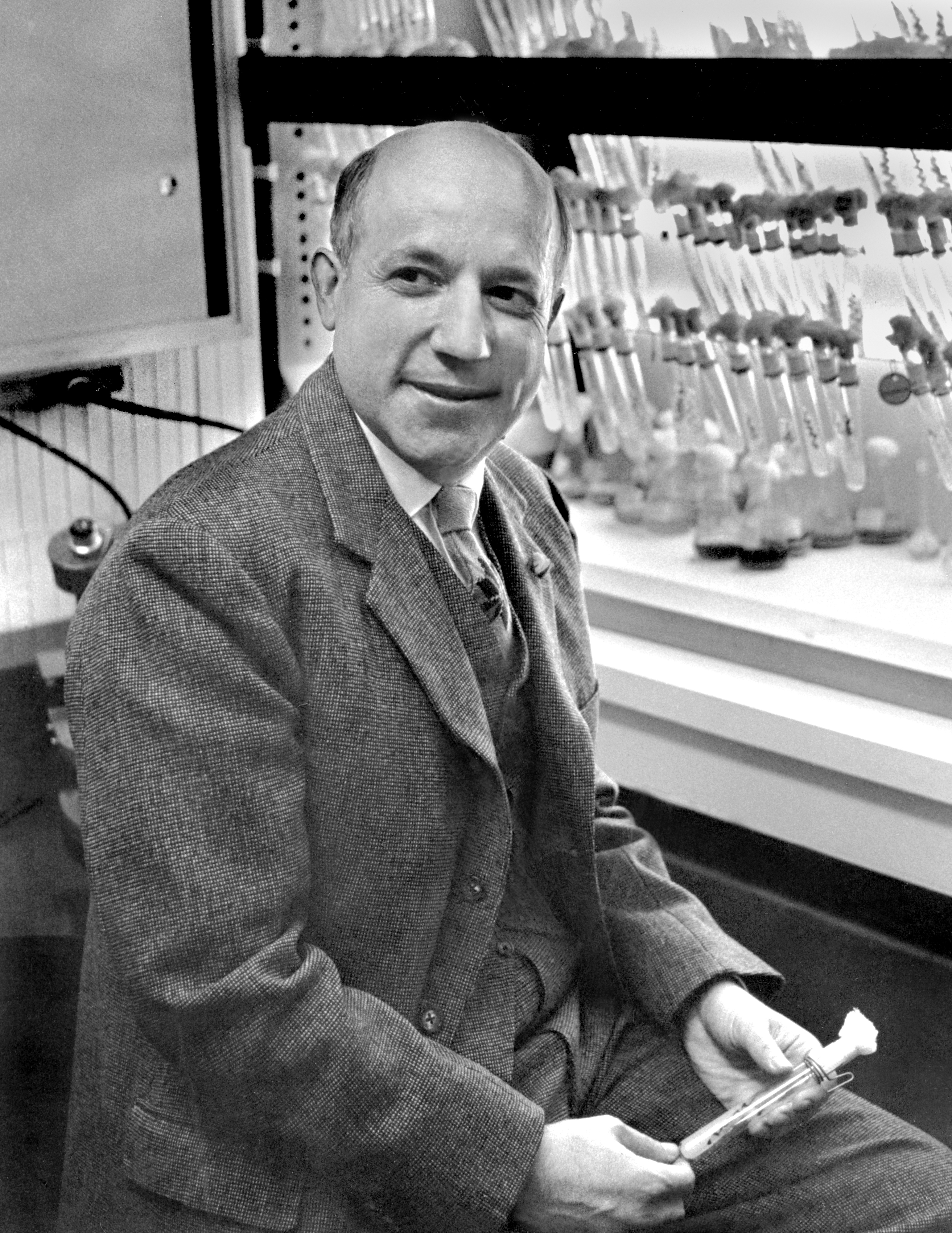
植物の光合成において有機化合物を生成するカルビン回路を発見した化学者メルヴィン・カルヴィン(1911-1997)誕生。1961年にノーベル化学賞を受賞した。

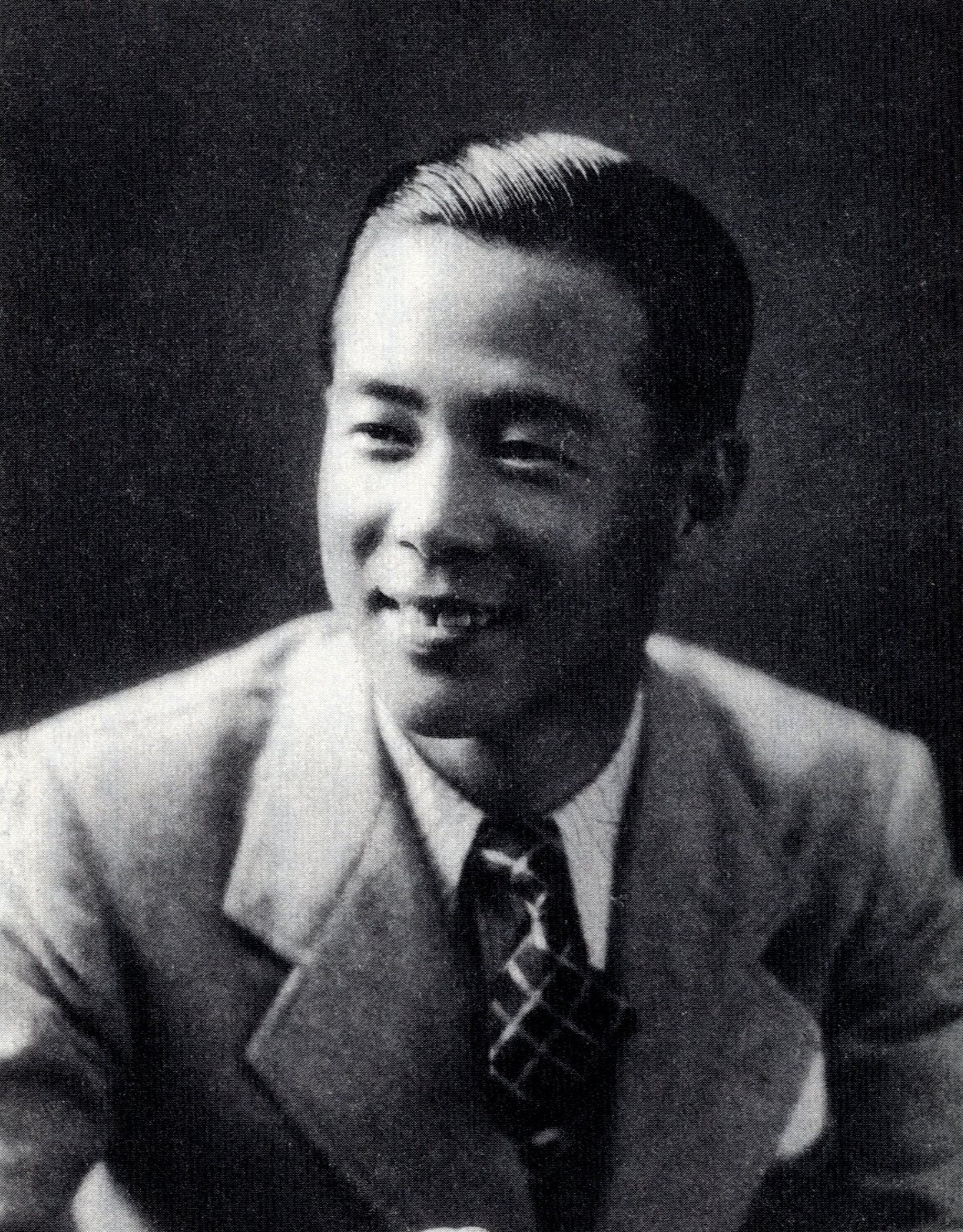
歌手・声楽家、藤山一郎(1911-1993)。『青い山脈』など多数のヒット曲がある

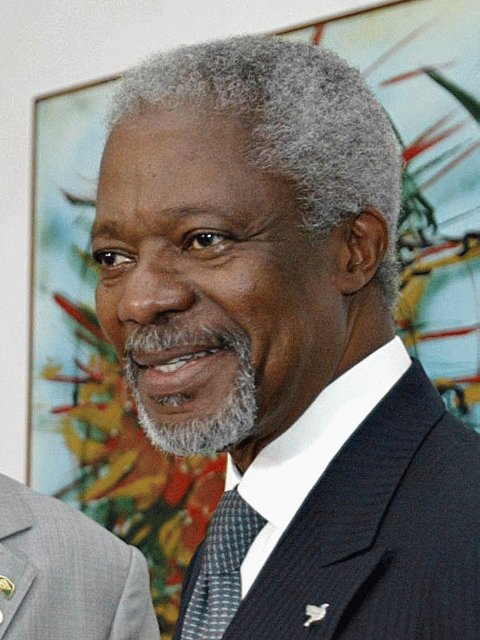
第7代国際連合事務総長、コフィー・アナン(1938-2018)誕生。

### 人物
- 1540年（天文9年3月2日） - 豊臣秀長、武将、大名、秀吉の弟（+ 1591年）
- 1605年 - フェリペ4世、スペイン王（+ 1665年）
- 1674年（延宝2年3月3日） - 有馬則維、第6代久留米藩主（+ 1738年）
- 1692年 - ジュゼッペ・タルティーニ、作曲家、ヴァイオリニスト（+ 1770年）
- 1726年（享保11年3月7日） - 鍋島直員、第6代小城藩主（+ 1780年）
- 1784年 - ディオニシオ・アグアド、ギター奏者、作曲家（+ 1849年）
- 1789年（寛政元年3月13日） - 木下利徳、第10代足守藩主（+ 1821年）
- 1793年 - カール・ヘンケ、天文学者（+ 1866年）
- 1815年（文化12年2月29日） - 山内豊熈、第13代土佐藩主（+ 1848年）
- 1818年 - アウグスト・ヴィルヘルム・フォン・ホフマン、化学者（+ 1892年）
- 1832年 - アルフレート・フォン・ヴァルダーゼー、軍人（+ 1904年）
- 1856年 - アレクセイ・トルップ、フットマン（+ 1918年）
- 1859年 - エドムント・フッサール、数学者、哲学者（+ 1938年）
- 1859年 - レディ・ボールドウィン、プロ野球選手（+ 1937年）
- 1869年 - ハーヴェイ・ウィリアムス・クッシング、脳神経外科医（+ 1939年）
- 1873年 - フョードル・ケーネマン、ピアニスト、作曲家（+ 1937年）
- 1875年 - アルベール1世、ベルギー国王（+ 1934年）
- 1876年 - 林弥三吉、陸軍軍人 (+ 1948年)
- 1877年 - 内ヶ崎作三郎、政治家 (+ 1947年)
- 1879年 - 大島伯鶴（2代目）、講談師（+ 1946年）
- 1887年 - 小原國芳、教育者（+ 1977年）
- 1888年 - 松岡駒吉、政治家、労働運動家（+ 1958年）
- 1889年 - エイドリアン・ボールト、指揮者（+ 1983年）
- 1890年 - ズビグニェフ・ジェヴィエツキ、音楽教師（+ 1971年）
- 1892年 - メアリー・ピックフォード、女優（+ 1979年）
- 1892年 - リチャード・ノイトラ、建築家（+ 1970年）
- 1893年 - 金子洋文、小説家、劇作家（+ 1985年）
- 1894年 - 三好栄子、女優（+ 1963年）
- 1898年 - 禹長春、農学者（+ 1963年）
- 1900年 - 御木徳近、宗教家（+ 1983年）
- 1901年 - ジャン・プルーヴェ、建築家、デザイナー（+ 1984年）
- 1902年 - ヨーゼフ・クリップス、指揮者（+ 1974年）
- 1904年 - 横田武夫、実業家、日本教育テレビ（NET、現テレビ朝日）第5代社長（+ 1992年）
- 1904年 - ジョン・ヒックス、経済学者（+ 1989年）
- 1909年 - 信夫清三郎、政治学者、歴史学者（+ 1992年）
- 1909年 - ロンブ・カトー、通訳（+ 1959年）
- 1911年 - メルヴィン・カルヴィン、化学者（+ 1997年）
- 1911年 - エミール・シオラン、哲学者（+ 1995年）
- 1911年 - 藤山一郎、歌手、声楽家（+ 1993年）
- 1912年 - ソニア・ヘニー、フィギュアスケート選手（+ 1969年）
- 1916年 - 浅原直人、プロ野球選手（+ 1987年）
- 1920年 - 池辺陽、建築家（+ 1979年）
- 1921年 - フランコ・コレッリ、テノール歌手（+ 2003年）
- 1921年 - 今福将雄、俳優（+ 2015年）
- 1924年 - フレデリック・バック、アニメーション作家（+ 2013年）
- 1924年 - 中村政美、プロ野球選手（+ 1945年）
- 1926年 - 戸部新十郎、小説家（+ 2003年）
- 1926年 - 青木薪次、政治家（+ 2015年）
- 1929年 - ジャック・ブレル、歌手（+ 1978年）
- 1929年 - 北村英治、ジャズクラリネット奏者
- 1931年 - 岡田正泰、私設応援団「ツバメ軍団」団長（+ 2002年）
- 1932年 - 露口茂、俳優
- 1933年 - 桜井新、政治家（+ 2017年）
- 1934年 - 三田松五郎、俳優、声優
- 1934年 - 黒川紀章、建築家、共生新党党首（+ 2007年）
- 1935年 - 三上陸男、造形家、特撮監督、映画美術監督、インテリアデザイナー
- 1935年 - 内田詮三、哺乳類学者、海洋学者、海洋博公園・沖縄美ら海水族館館長
- 1935年 - 梶本隆夫、プロ野球選手、監督（+ 2006年）
- 1936年 - 巽一、元プロ野球選手
- 1937年 - シーモア・ハーシュ、ジャーナリスト
- 1937年 - 稲尾義文、プロ野球選手（+ 2023年）
- 1938年 - コフィー・アナン、第7代国連事務総長、ノーベル平和賞受賞者（+ 2018年）
- 1939年 - 安藤統男、元プロ野球選手、監督
- 1941年 - 武上四郎、プロ野球選手、監督（+ 2002年）
- 1941年 - ヴィヴィアン・ウエストウッド、ファッションデザイナー（+ 2022年）
- 1942年 - ダグラス・トランブル、映画監督、SFXスーパーバイザー（+ 2022年）
- 1942年 - 高山勲、プロ野球選手（+ 1978年）
- 1942年 - 前田五郎、お笑いタレント（+ 2021年）
- 1944年 - オッド・ネルドル、画家
- 1945年 - 片岡義朗、アニメーションプロデューサー
- 1945年 - 小谷正勝、元プロ野球選手
- 1946年 - キャットフィッシュ・ハンター、プロ野球選手（+ 1999年）
- 1946年 - 浜圭介、作曲家
- 1947年 - 千昌夫、歌手
- 1947年 - 生田悦子、女優（+ 2018年）
- 1947年 - 侯孝賢、映画監督
- 1947年 - ロバート・キヨサキ、投資家、小説家
- 1947年 - スティーヴ・ハウ、ギタリスト（イエス、エイジア）
- 1949年 - 奥宮種男、元プロ野球選手
- 1949年 - ブレンダ・ラッセル、シンガーソングライター
- 1950年 - 藤島信雄、サッカー選手、指導者
- 1950年 - グジェゴシ・ラトー、サッカー選手、指導者、政治家
- 1951年 - 桃井かおり、女優
- 1953年 - 萩原流行、俳優（+ 2015年）
- 1953年 - 大河原雅子、政治家
- 1954年 - 古今亭菊寿、落語家
- 1954年 - 湯田伸子、漫画家（+ 2016年）
- 1954年 - ゲイリー・カーター、プロ野球選手（+ 2012年）
- 1955年 - 玉元一夫、歌手（元フィンガー5）
- 1956年 - 泉麻人、コラムニスト
- 1956年 - 坂本堤、弁護士（+ 1989年）
- 1956年 - 幸田シャーミン、ジャーナリスト
- 1956年 - 田中好子、女優（+ 2011年）
- 1958年 - 森下愛子、女優
- 1958年 - 久保康生、元プロ野球選手
- 1958年 - 中井雅之、アナウンサー、タレント
- 1959年 - 三遊亭圓歌 (4代目)、落語家
- 1959年 - 中田良弘、元プロ野球選手
- 1959年 - 太寿山忠明、元大相撲力士、年寄15代花籠
- 1960年 - 松井誠、俳優
- 1961年 - 大石英司、作家
- 1962年 - イジー・ストラドリン、ミュージシャン（元ガンズ・アンド・ローゼズ）
- 1963年 - 柳憂怜、俳優、タレント
- 1963年 - ジュリアン・レノン、ミュージシャン
- 1964年 - ビズ・マーキー、ラッパー
- 1965年 - 村上たかし、漫画家
- 1966年 - 松本明子、女優、タレント
- 1966年 - 西清孝、元プロ野球選手
- 1966年 - マーク・ブランデル、元F1レーサー
- 1967年 - ピエール瀧、タレント、ミュージシャン（電気グルーヴ）
- 1967年 - 内藤泰弘、漫画家
- 1967年 - リッチ・バチェラー、元プロ野球選手
- 1967年 - 山本誠、元プロ野球選手
- 1968年 - パトリシア・アークエット、女優
- 1969年 - 東サオリ、声優
- 1969年 - ドゥルス・ポンテス、歌手
- 1969年 - ピート・ウォーカー、元プロ野球選手
- 1970年 - 博多華丸、お笑い芸人（博多華丸・大吉）
- 1971年 - 大賀好修、ミュージシャン、作曲家、編曲家（OOM、Sensation）
- 1973年 - 野村まり、バレーボール選手
- 1973年 - ボビー・オロゴン、タレント、格闘家
- 1973年 - 日根野もすたり、漫画家
- 1974年 - 三平×2、お笑いタレント、ライター（ペイパービュウ、西口プロレス、アニメ会）
- 1974年 - 谷辺昌央、ギター奏者
- 1975年 - 沢地優佳、グラビアアイドル
- 1975年 - オクサナ・カザコワ、フィギュアスケート選手
- 1975年 - 永井幸子、声優、女優
- 1975年 - 松山せいじ、漫画家
- 1976年 - 伊東竜二、プロレスラー
- 1976年 - 山田能龍、俳優
- 1976年 - 下和田ヒロキ、声優
- 1976年 - 謝佳賢、元プロ野球選手
- 1977年 - 大家健、プロレスラー
- 1977年 - 鹿島麻耶、漫画家
- 1977年 - 尾原秀三、元アナウンサー
- 1977年 - 入江慎也、元お笑いタレント（元カラテカ）
- 1977年 - ティモニエル・ペレス、元プロ野球選手
- 1978年 - 遠藤久美子、女優、タレント
- 1978年 - DAIGO、歌手、タレント（BREAKERZ）
- 1978年 - ゲオルゲ・チッパー、フィギュアスケート選手
- 1979年 - 永井浩介、俳優
- 1979年 - ジェレミー・ガスリー、元プロ野球選手
- 1979年 - アレキシ・ライホ、ミュージシャン（チルドレン・オブ・ボドム)（+ 2020年）
- 1980年 - 脊山麻理子、グラビアアイドル、タレント、アナウンサー
- 1980年 - フレデリク・セペダ、野球選手
- 1980年 - フアン・パブロ・アングリサーノ、プロ野球選手
- 1981年 - 石若雅弥、作曲家
- 1981年 - テイラー・キッチュ、俳優
- 1981年 - 山崎敏、元プロ野球選手
- 1981年 - 呉本成徳、元プロ野球選手
- 1981年 - 山本賢寿、元プロ野球選手
- 1982年 - 西﨑伸洋、元プロ野球選手
- 1982年 - 横町藍、フリーアナウンサー
- 1983年 - 日高拓磨、元サッカー選手
- 1983年 - クリス・アイアネッタ、元プロ野球選手
- 1983年 - ボビー・ウィルソン、元プロ野球選手
- 1983年 - 野口悠介、放送作家、格闘家
- 1984年 - エズラ・クーニグ、シンガーソングライター（ヴァンパイア・ウィークエンド）
- 1984年 - 浅井批文、アナウンサー
- 1985年 - ホフマン・ノーラ、フィギュアスケート選手
- 1985年 - フィリップ・アダムスキー、オリエンテーリング選手
- 1986年 - 沢尻エリカ、女優
- 1986年 - kazami、歌手
- 1986年 - 三木健、サッカー選手
- 1986年 - フェリックス・ヘルナンデス、プロ野球選手
- 1986年 - イゴール・アキンフェエフ、サッカー選手
- 1986年 - カルロス・サンタナ、プロ野球選手
- 1987年 - ヨンダー・アロンソ、元プロ野球選手
- 1987年 - ジェレミー・ヘリクソン、元プロ野球選手
- 1987年 - 鈴木将光、元プロ野球選手
- 1988年 - 新田紀彰、ミュージシャン（plenty）
- 1988年 - 松原静香、元歌手
- 1989年 - 高橋瞳、歌手
- 1989年 - 大平成一、元プロ野球選手
- 1989年 - 大谷幸輝、サッカー選手
- 1989年 - 後藤彩、バスケットボール選手
- 1990年 - 竹内太郎、実業家、元俳優
- 1990年 - 吉田真史、元プロ野球選手
- 1990年 - ジョンヒョン、歌手（SHINee）（+ 2017年）
- 1991年 - 高橋みなみ、タレント、アイドル（元AKB48）
- 1991年 - 潮田竜也、元アイドル（元ジャニーズJr.）
- 1992年 - 角元明日香、声優
- 1992年 - 小西陸斗、アナウンサー
- 1993年 - 吉井香奈恵、アイドル、歌手（blue but white、元9nine）
- 1993年 - 松本岳、俳優
- 1993年 - 大橋リナ、ギャルファッションモデル
- 1993年 - 桝田沙也香、アナウンサー
- 1994年 - 小越勇輝、俳優
- 1994年 - 林美桜、アナウンサー
- 1995年 - 白石晴香[11]、声優
- 1995年 - 三幣昂汰、タレント（フレフレ男子）
- 1995年 - 樋口陸、陸上選手
- 1996年 - 宮原華音、モデル、女優
- 1996年 - 豊原江理佳、女優
- 1996年 - 髙野由里加、元バレーボール選手
- 1996年 - 福山恵里奈、競艇選手
- 1997年 - 一ノ瀬颯、俳優
- 1997年 - 安保卓城、歌手、タレント（NORD）
- 1998年 - 廣岡まりあ、アナウンサー、元ファッションモデル
- 1998年 - 王林、タレント、歌手（元りんご娘）
- 2001年 - 田口裕也、サッカー選手
- 2002年 - MAYA、アイドル（NiziU）
- 2003年 - 吉居駿恭、陸上競技選手
- 2004年 - 坂本結菜、タレント
- 2005年 - 藤村木音、ファッションモデル
- 2006年 - 古橋キット、俳優
- 2010年 - 村山輝星、女優、タレント
- 2011年 - 盛永晶月、子役、タレント
- 2015年 - 武石桜華、子役
- 生年不詳 - うちの陽子、声優
- 生年不詳 - 長久友紀、声優
- 生年不詳 - 石田あきら、漫画家
- 生年不詳 - 松本テマリ、漫画家

### 人物以外（動物など）
- 1996年 - アドマイヤコジーン、競走馬、種牡馬（+ 2017年）
- 2001年 - ダイワメジャー、競走馬、種牡馬
- 2003年 - テイエムプリキュア、競走馬、繁殖牝馬
- 2018年 - スルーセブンシーズ、競走馬

## 忌日

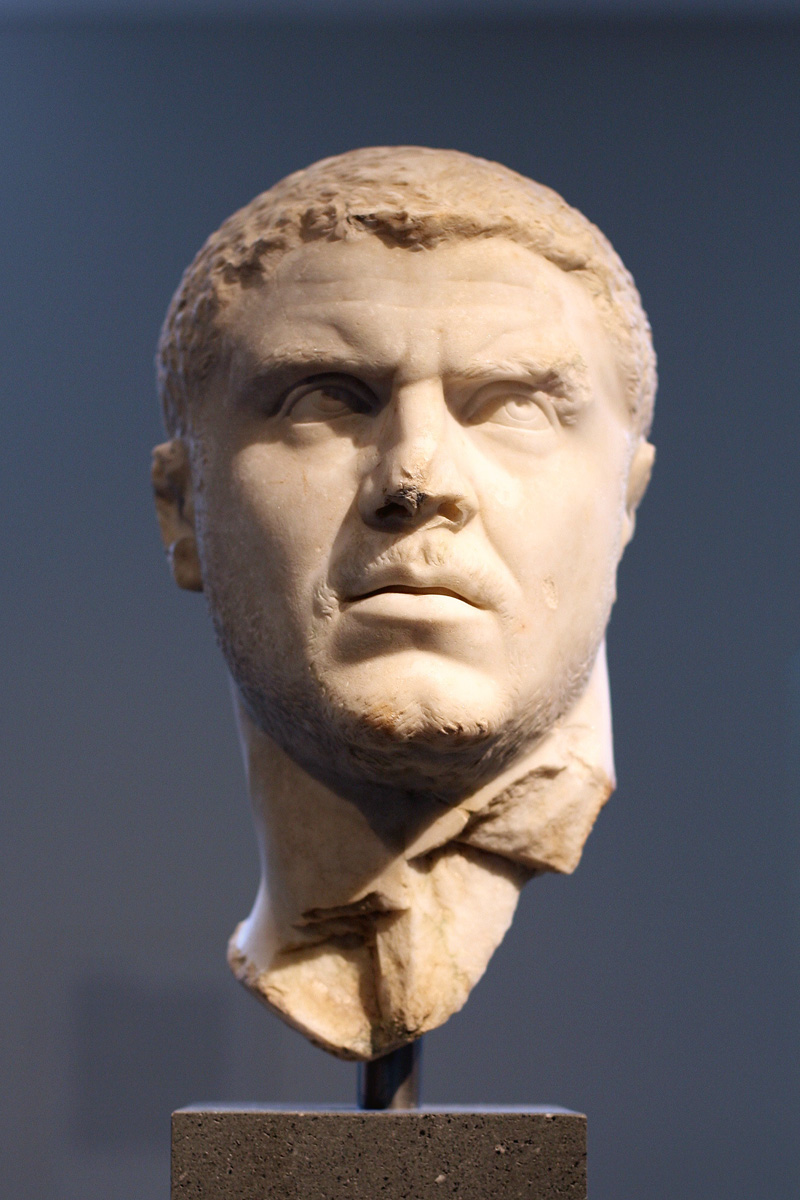
ローマ皇帝カラカラ(186-217)没。

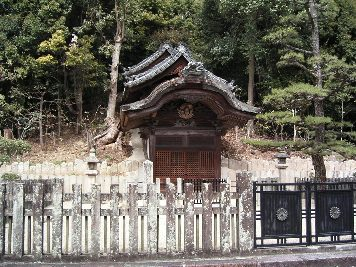
聖徳太子(574-622)没（諸説あり）

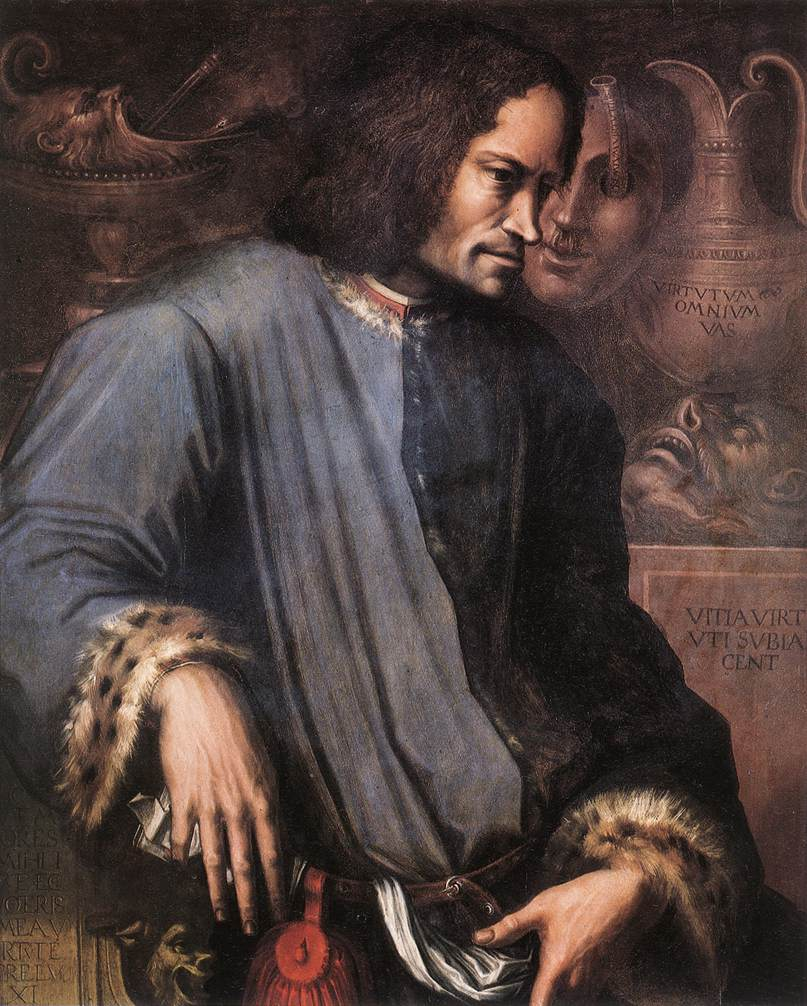
盛期ルネサンスを支えたメディチ家当主ロレンツォ・デ・メディチ(1449-1492)没。画像は没後にジョルジョ・ヴァザーリが描いた肖像。

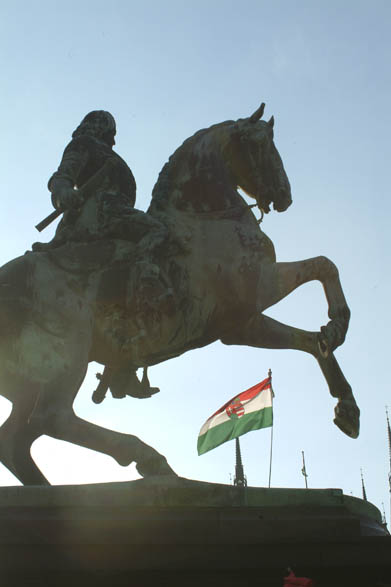
ハンガリーの英雄ラーコーツィ・フェレンツ2世(1676-1735)没。画像はブダペストにある銅像。

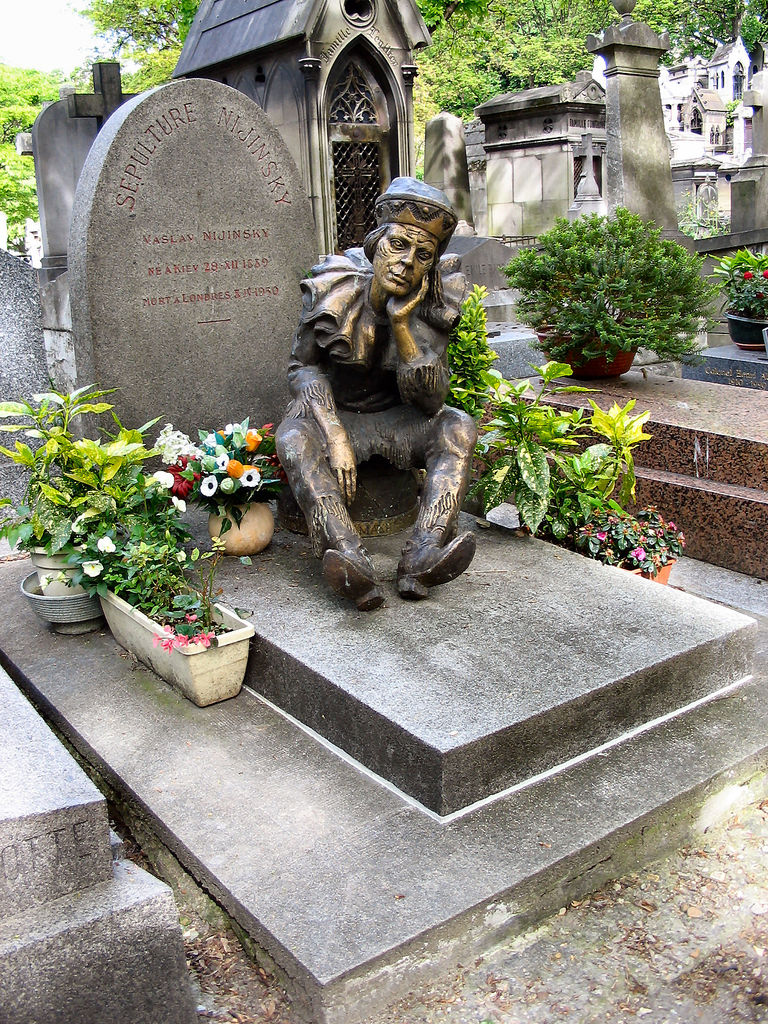
バレエダンサー、ヴァーツラフ・ニジンスキー(1890-1950)没。

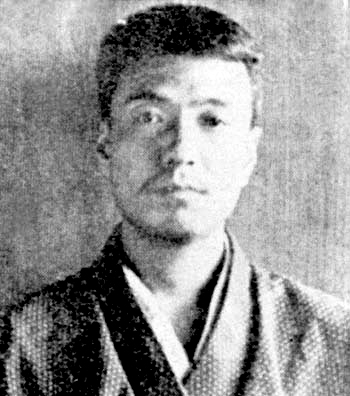
俳人、高浜虚子(1874-1959)。4月8日を椿寿忌とする。

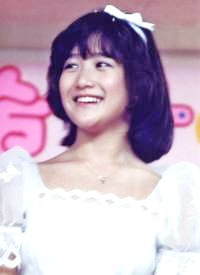
アイドルの岡田有希子（1967-1986）。衝撃的な死にユッコ・シンドロームとも呼ばれる青少年の後追い死が相次ぎ、当時社会問題となった。

- 217年 - カラカラ、ローマ皇帝（* 186年）
- 622年（推古天皇30年2月22日） - 聖徳太子、飛鳥時代の政治家（* 574年）※推古天皇29年2月5日（621年3月3日）没とする説あり
- 956年 - ジルベール、ブルゴーニュ公
- 1143年 - ヨハネス2世コムネノス、東ローマ皇帝（* 1087年）
- 1302年 - ムハンマド2世、ナスル朝スルターン（* 1235年/1236年）
- 1364年 - ジャン2世、フランス王（* 1319年）
- 1461年 - ゲオルク・プールバッハ、天文学者（* 1423年）
- 1492年 - ロレンツォ・デ・メディチ、フィレンツェの指導者（* 1449年）
- 1551年（天文20年3月3日） - 織田信秀、戦国武将、織田信長の父（* 1510年）
- 1562年（永禄5年3月5日） - 三好実休、戦国武将（* 1527年）
- 1706年 - カスパル・シャムベルゲル、外科医、商人（* 1623年）
- 1735年 - ラーコーツィ・フェレンツ2世、ハンガリーの民族主義運動指導者（* 1676年）
- 1749年 - フランソワ・ジュヴネ（フランス語版）、画家（* 1664年）
- 1770年 - ジャン＝フランソワ・ド・シュルヴィル（英語版）、探検家、商船長（* 1717年）
- 1815年 - ヤクプ・シモン・ヤン・リバ、作曲家（* 1765年）
- 1835年 - ヴィルヘルム・フォン・フンボルト、言語学者（* 1767年）
- 1848年 - ルイ・アダン、作曲家、ピアニスト（* 1758年）
- 1848年 - ガエターノ・ドニゼッティ、作曲家（* 1797年）
- 1860年 - フェリックス・デュジャルダン、自然科学者、地質学者、動物学者（* 1801年）
- 1861年 - エリシャ・オーチス、発明家、起業家、オーチス・エレベータ・カンパニー創業者（* 1811年）
- 1870年 - シャルル＝オーギュスト・ド・ベリオ、作曲家（* 1802年）
- 1881年（光緒7年3月10日） - 東太后、咸豊帝の皇后（* 1837年）
- 1901年 - ジュリオ・ビッツォゼロ、医学者（* 1846年）
- 1905年 - 大東義徹、司法相（* 1842年）
- 1916年 - フレドリック・イデスタム（英語版）、鉱山技師、実業家、ノキア創業者（* 1838年）
- 1919年 - エトヴェシュ・ロラーンド、物理学者（* 1848年）
- 1920年 - チャールズ・トムリンソン・グリフス、作曲家（* 1884年）
- 1922年 - エーリッヒ・フォン・ファルケンハイン、ドイツ陸軍の参謀総長（* 1861年）
- 1929年 - カール・ヴェルスバッハ、化学者（* 1858年）
- 1931年 - エリク・アクセル・カールフェルト、詩人（* 1864年）
- 1936年 - 二宮忠八、軍人、航空機研究者（* 1866年）
- 1936年 - ローベルト・バーラーニ、医学者（* 1876年）
- 1937年 - アーサー・フット、作曲家（* 1853年）
- 1941年 - ロリング・クリスティ、外交官、官僚（* 1885年）
- 1943年 - リチャード・シアーズ、テニス選手（* 1861年）
- 1943年 - 平山清次、天文学者（* 1874年）
- 1945年 - ジョン・アンブローズ・フレミング、物理学者、電気技術者（* 1849年）
- 1950年 - ヴァーツラフ・ニジンスキー、バレエダンサー、振付師（* 1890年）
- 1957年 - ドロシー・セバスチャン（英語版）、女優（* 1903年）
- 1959年 - 高浜虚子、俳人、小説家（* 1874年）
- 1960年 - アンリ・ギザン、スイス軍最高司令官（* 1874年）
- 1960年 - 桜井三郎、内務官僚、政治家、元熊本県知事（* 1899年）
- 1963年 - 安藤幸、ヴァイオリニスト（* 1878年）
- 1963年 - 山崎久夫[12]、実業家、セイコーエプソン創業者（* 1904年）
- 1964年 - 三味線豊吉、三味線奏者（* 1905年）
- 1968年 - アストリッド・クレーベ（英語版）、植物学者、地質学者、化学者（* 1875年）
- 1968年 - ハロルド・バブコック、天文学者（* 1882年）
- 1971年 - フリッツ・フォン・オペル、実業家（* 1889年）
- 1972年 - ヘンリー・小谷、映画監督（* 1887年）
- 1972年 - シャーウィン・バジャー、フィギュアスケート選手（* 1901年）
- 1973年 - パブロ・ピカソ、画家（* 1881年）
- 1974年 - 杏真理子、歌手（* 1949年）
- 1976年 - ジュゼッペ・ブロッツ（英語版）、薬学者、政治家（* 1895年）
- 1978年 - フォード・フリック、MLBコミッショナー（* 1894年）
- 1980年 - 吉川幸次郎、中国文学者（* 1904年）
- 1981年 - オマー・ブラッドレー、アメリカ陸軍の元帥（* 1893年）
- 1982年 - 上代たの、英文学者、平和運動家、第6代日本女子大学学長（* 1886年）
- 1982年 - キャサリン・ロールズ、水泳選手（* 1917年）
- 1983年 - 小杉勇、俳優、映画監督（* 1904年）
- 1984年 - ピョートル・カピッツァ、物理学者（* 1894年）
- 1984年 - 岡部金治郎、電子工学者（* 1896年）
- 1986年 - 岡田有希子、アイドル（* 1967年）
- 1988年 - 竹中英太郎、新聞記者、挿絵画家（* 1906年）
- 1991年 - デッド、ミュージシャン（メイヘム）（* 1969年）
- 1992年 - ダニエル・ボベット、薬学者（* 1907年）
- 1993年 - マリアン・アンダーソン、歌手（* 1897年）
- 1995年 - エッダ・ムッソリーニ、ベニート・ムッソリーニの長女（* 1910年）
- 1996年 - ベン・ジョンソン、俳優（* 1918年）
- 1997年 - 武藤運十郎、弁護士、政治家、衆議院議員（* 1902年）
- 1997年 - ローラ・ニーロ、シンガーソングライター（* 1947年）
- 1997年 - 方倉陽二、漫画家（* 1949年）
- 1998年 - アナトール・ドーマン、映画プロデューサー（* 1925年）
- 1999年 - 近藤宮子、作詞家（* 1907年）
- 1999年 - ジョン・W・ヘトリック（英語版）、エンジニア（* 1918年）
- 2000年 - 潮万太郎、俳優（* 1909年）
- 2000年 - クレア・トレヴァー、俳優（* 1910年）
- 2001年 - 松岡英夫、新聞記者、政治評論家（* 1912年）
- 2001年 - 頼藤和寛[13]、精神医学者（* 1947年）
- 2001年 - 有野修司、元アナウンサー（* 1957年）
- 2002年 - マリア・フェリックス、女優、歌手（* 1914年）
- 2003年 - 水木洋子、脚本家（* 1910年）
- 2003年 - 田中誠一、政治家、第25・26代松山市長（* 1926年）
- 2003年 - 石井眞木、作曲家、指揮者（* 1936年）
- 2005年 - 清家清、建築家（* 1918年）
- 2005年 - 野村芳太郎、映画監督（* 1919年）
- 2006年 - 平井滋二、経営者、元四国電力社長（* 1916年）
- 2006年 - ジェラルド・リーヴ（英語版）、作家（* 1923年）
- 2007年 - 笠原俊一、地方公務員、政治家、元長野県諏訪市長（* 1926年）
- 2007年 - ソル・ルウィット、美術家（* 1928年）
- 2008年 - 白髪一雄、画家（* 1924年）
- 2008年 - 藤本久雄[14]、経営者、元ピップフジモト（現ピップ）社長（* 1926年）
- 2008年 - 小川国夫、小説家（* 1927年）
- 2008年 - スタンリー・カメル、俳優（* 1943年）
- 2009年 - ハーバート・ラヴェル（英語版）、ミュージシャン、ドラマー、俳優（* 1924年）
- 2009年 - 下馬二五七[15]、俳優（* 1945年）
- 2010年 - 國分保男、政治家、元岩手県二戸市長（* 1918年）
- 2010年 - 吉川英司、実業家、元テレビ新広島会長（* 1929年)
- 2010年 - マルコム・マクラーレン、マネージャー、ミュージシャン、起業家（* 1946年）
- 2010年 - 鎌田学、モーターサイクル・ロードレースレーサー（* 1970年）
- 2011年 - 柳田次男、元競馬騎手、調教師（* 1927年）
- 2011年 - 加藤彰、映画監督（* 1934年）
- 2012年 - ジャック・トラミエル、企業家、コモドール設立者、元モステクノロジー・アタリ社長（* 1928年）
- 2012年 - 安岡力也、俳優（* 1947年）
- 2012年 - 白山宣之、漫画家（* 1952年）
- 2013年 - マーガレット・サッチャー、政治家、第71代イギリス首相（* 1925年）
- 2013年 - 稲垣吉彦、アナウンサー、言語学者（* 1930年）
- 2013年 - アネット・ファニセロ、歌手、女優（* 1942年）
- 2013年 - 山田泰寛、元サッカー選手、指導者（* 1968年）
- 2014年 - 山口敏雄、実業家、元神鋼商事社長（* 1921年）
- 2014年 - 周富徳、料理人（* 1943年）
- 2014年 - ジャンボ秀克、ラジオDJ、アナウンサー（* 1951年）
- 2014年 - アルティメット・ウォリアー、プロレスラー（* 1959年）
- 2015年 - 荒井良雄、英米文学者、駒澤大学名誉教授（* 1935年）
- 2015年 - 千葉はな、歌手（* 1979年）
- 2016年 - エーリッヒ・ルドルファー、空軍パイロット（* 1917年）
- 2016年 - 関口功、アメリカ文学者（* 1927年）
- 2017年 - フィッシュマン、プロレスラー（* 1951年）
- 2018年 - 江橋慎四郎、体育学者、元鹿屋体育大学学長、東京大学名誉教授（* 1920年）
- 2018年 - 鍛冶千鶴子、弁護士、評論家、元国民生活センター会長（* 1923年）
- 2018年 - アルフォンソ・モセスティ、ヴァイオリニスト（* 1924年）
- 2018年 - 野添憲治、作家（* 1935年）
- 2018年 - 植田康夫、編集者、ジャーナリスト、上智大学名誉教授（* 1939年）
- 2018年 - ジョン・マイルズ、レーシングドライバー（* 1943年）
- 2019年 - 橋本喜典、歌人（* 1928年）
- 2019年 - 宮里政玄、国際政治学者、琉球大学名誉教授（* 1931年）
- 2019年 - ケーシー高峰、漫談家、タレント（* 1934年）
- 2019年 - 持永堯民、官僚、元自治事務次官（* 1935年）
- 2020年 - 岡本信治郎、画家（* 1933年）
- 2020年 - ミゲル・ホネス、元サッカー選手（* 1938年）
- 2020年 - 石村善悟[16]、実業家、元石村萬盛堂社長（* 1948年）
- 2020年 - ヴァレリウ・ムラヴシュ、政治家、初代モルドバ首相（* 1949年）
- 2020年 - ノーマン・I・プラトニック、クモ学者（* 1951年）
- 2020年 - 中島篤志、アマチュアゴルファー、実業家（* 1962年）
- 2021年 - ジョン・ネイスビッツ、未来学者（* 1929年）
- 2021年 - ジョン・ダ・シルバ、プロレスラー（* 1934年）
- 2021年 - 三村昌泰、数学者、広島大学名誉教授（* 1941年）
- 2022年 - 彭明敏、国際政治学者、台湾独立運動活動家（* 1923年）
- 2022年 - カール・ボレス、プロ野球選手（* 1934年）
- 2022年 - よこたとくお、漫画家（* 1936年）
- 2022年 - 松島みのり、声優、女優、ナレーター（*1940年）
- 2022年 - アレキサンダー・ボビン、言語学・文献学者（* 1961年）
- 2023年 - 富岡多恵子、詩人、小説家、文芸評論家（* 1935年）
- 2023年 - マイケル・ラーナー、俳優（* 1941年）
- 2024年 - ラルフ・パケット、元軍人、アメリカ陸軍大佐（* 1926年）
- 2024年 - 宗田理、小説家（* 1928年）
- 2024年 - ピーター・ヒッグス、物理学者、ノーベル物理学賞受賞者（* 1929年）
- 2024年 - 磯谷智生、実業家、元豊田自動織機製作所社長（* 1929年）
- 2024年 - ホセ・アントニオ・アルダンサ、政治家（* 1941年）
- 2025年 - オクタビオ・ドーテル、プロ野球選手（* 1973年）
- 2025年 - 山田亮、お笑い芸人（* 1974年）
- 2025年 - トニ・ブランコ、プロ野球選手（* 1980年）

## 記念日・年中行事

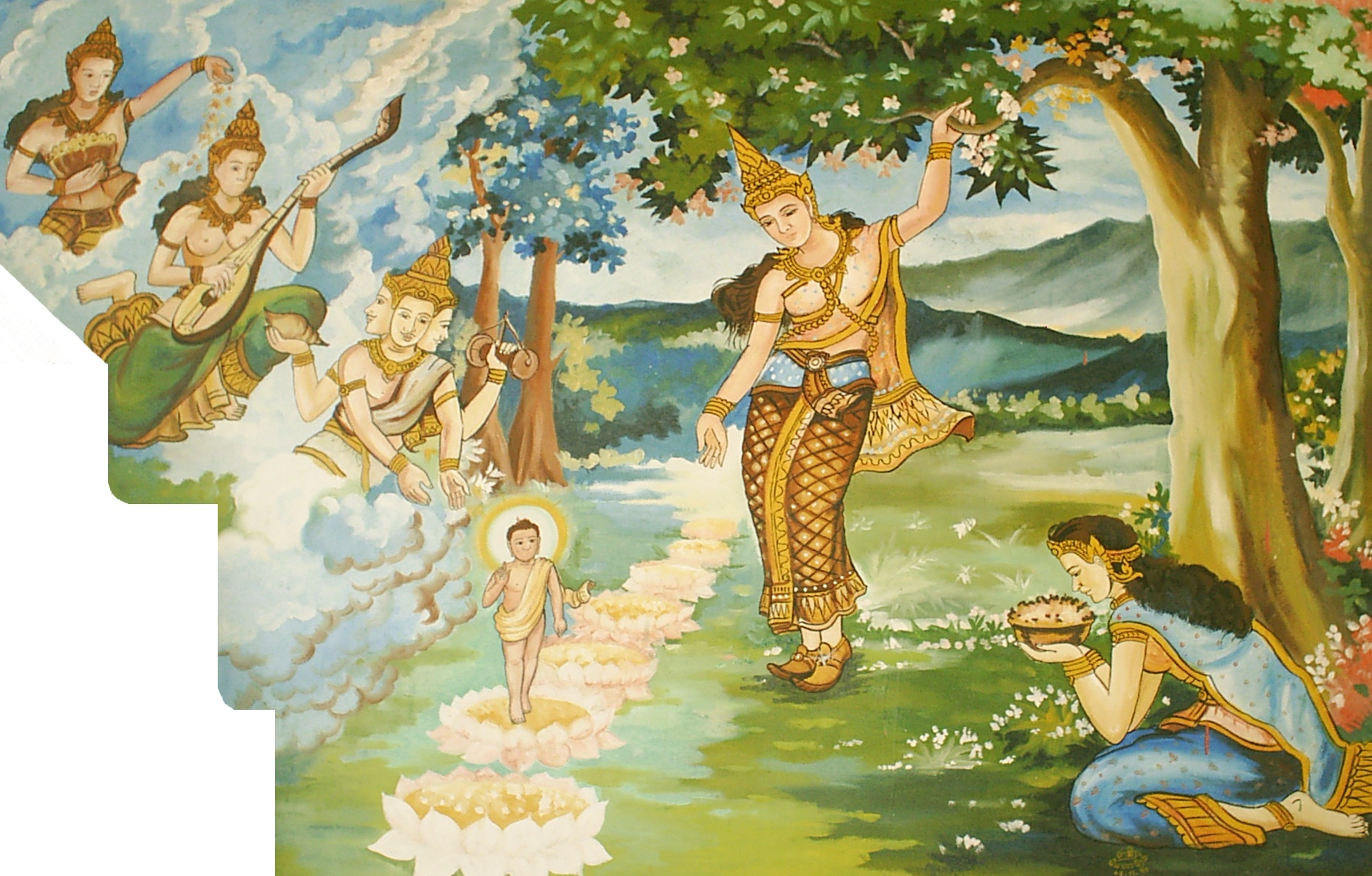
灌仏会（はなまつり）。画像はルンビニーでの釈迦誕生。

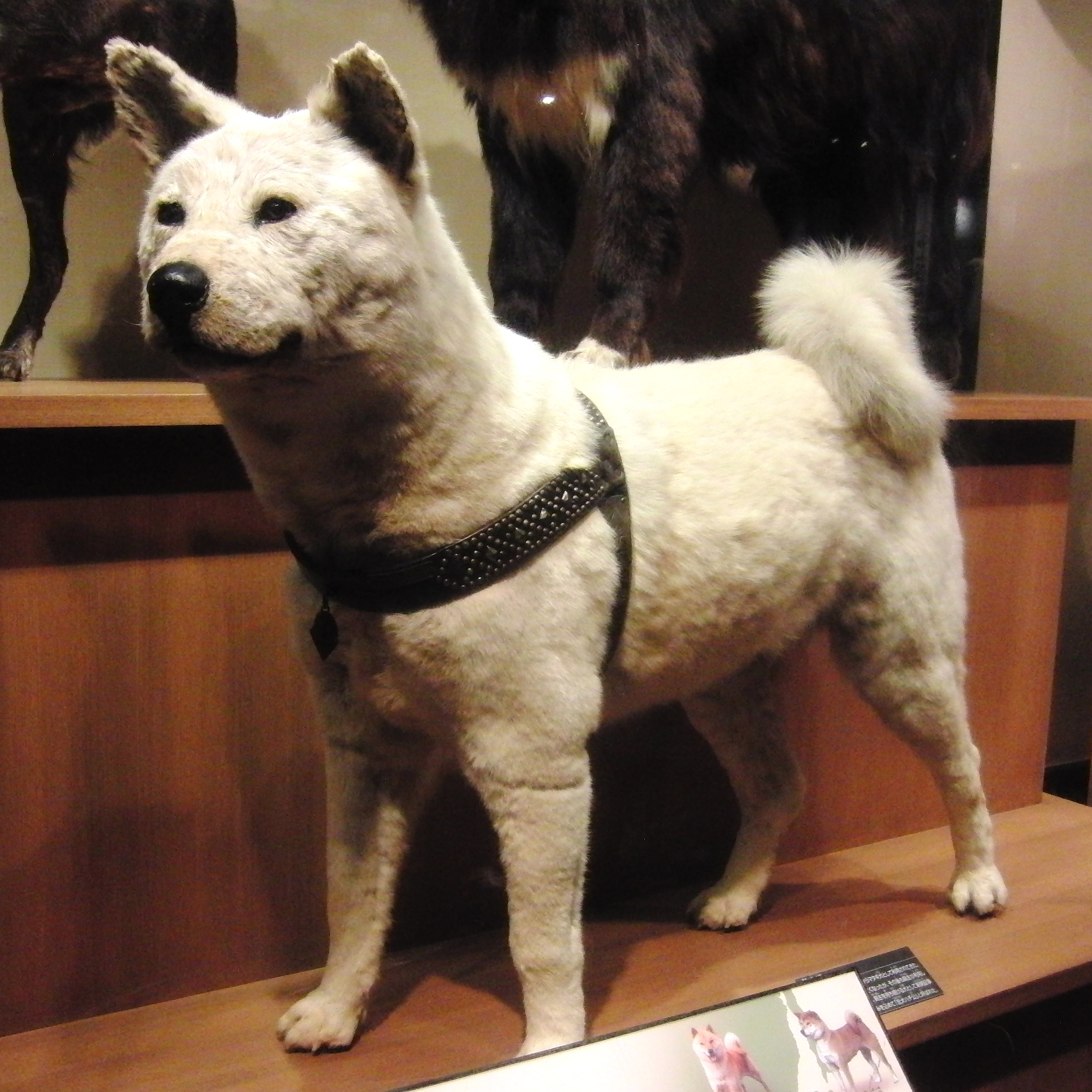
忠犬ハチ公の日。画像は国立科学博物館日本館に展示されている忠犬ハチ公のはく製。

- 灌仏会／花まつり（ 日本）
釈迦が4月8日 (旧暦)に生まれたという伝承から。東アジア一帯で祝われるが、新暦4月8日に祝うのは日本のみである。
- 世界ロマの日（ 世界）
1990年の第4回世界ロマ総会で制定。ロマに関する問題について啓発し、ロマの文化を記念する日。
- 出発の日（ 日本）
「出発（しゅっ[4]ぱつ[8]）」から。学校の始業式などの新生活のスタートの時期に合わせたもの。
- 忠犬ハチ公の日（ 日本）
忠犬ハチ公銅像及び秋田犬群像維持会が制定。ハチ公が亡くなったのは1935年3月8日だが、渋谷駅前に初めてハチ公の銅像が建てられた日が1934年4月8日であったことに由来する[17]。1936年から、この日に慰霊祭が行われている。
- 参考書の日（ 日本）
学習書協会が、参考書の大切さを知ってもらおうと1984年に設定。花祭りの日であり、全国的に入学式が多いこの日が選ばれた。
- タイヤの日（ 日本）
日本自動車タイヤ協会が制定。4月は春の全国交通安全運動が行われる月であり、8がタイヤをイメージさせることから。
- 芝の日（ 日本）
外遊びをする元気な子どもを育み、ヒートアイランドを緩和する等様々な効果のある芝生化で、緑あふれるまちづくりを推進しようと、長野県造園建設業協会が制定。日付は、4と8で「芝」と読む語呂合わせから[18]。
- Get Wildの日（ 日本）
2023年にソニー・ミュージックレーベルズらが制定し、日本記念日協会にも認定された。日本の音楽ユニット・TM NETWORKが1987年にリリースしたシングル「Get Wild」の発売日に因むもので、同協会認定の記念日に楽曲タイトルが採用されたのは、邦楽としてはこれが初めてとされる[19][20]。
- ホヤの日
ホヤの美味しさをより多くの人に味わってもらうため、宮城県仙台市でホヤ料理を提供する「まぼ屋」が制定。2018年(平成30年)に(社)日本記念日協会により認定・登録された。4月8日を記念日とした理由は、ホヤが多く出回るのが4月であり4と8で「ホ=フォー(4)」と「ヤ(8)」の語呂合わせ[21]。
- 椿寿忌（虚子忌）（ 日本）
俳人・小説家の高浜虚子の忌日。
- 佳桜忌（ 日本）
アイドル歌手の岡田有希子の忌日。